# Dado Coletti
Dado Coletti, poznat i pod umjetničkim imenom Riccardo Broccoletti (Rim, 27. kolovoza 1974.), talijanski je filmski glumac, glasovni glumac te radijski i televizijski voditelj.

## Biografija
Upisan je u školu Enzo Garinei, debitira u Teatro Sistina, a studij je nastavio pohađajući tečajeve mimike i sinkronizacije.
Kao protagonist dječje televizije 1991. je radio za Disney Club, gdje je ostao do 1994., a zatim mu se vratio godinu dana poslije do 1999. u paru s Francescom Barberini. Te godine također je na programu Rai Uno vodio televizijsku emisiju Big!.
Godine 1999. prvi se put pojavio kao televizijski glumac u seriji Morte di una ragazza perbene: (smrt ugledne djevojke), u režiji Luigija Perellija. Trenutno je radijski voditelj na radijskoj stanici Rai Isoradio.

## Filmografija

### Kino
- I laureati (1995.)
- South Kensington (2001.)
- Moj život sa zvijezdama i prugama (2003.)